# Asticta fereidun
Asticta fereidun är en fjärilsart som beskrevs av Edward P. Wiltshire 1962. Asticta fereidun ingår i släktet Asticta och familjen nattflyn. Inga underarter finns listade i Catalogue of Life.